# Каруја (Долж)
Каруја (рум. Căruia) насеље је у Румунији у округу Долж у општини Терпезица. Oпштина се налази на надморској висини од 143 m.

## Становништво
Према подацима из 2002. године у насељу је живело 79 становника, од којих су сви румунске националности.